# Final Fantasy: Legend of the Crystals
Final Fantasy: Legend of the Crystals (jap. ファイナルファンタジー, Final Fantasy) – czteroodcinkowa seria OVA będąca kontynuacją gry Final Fantasy V. Została wydana w Japonii w 1994 roku i 24 grudnia 1998 roku w Stanach Zjednoczonych. W Europie dystrybucją tego anime zajmowała się firma Pioneer. W Polsce, anime zostało wydane w 1999 roku przez Manta na kasety VHS, w wersji anglojęzycznej na licencji Kiseki Films.

## Dane techniczne
- Premiera: 1994
- Format: dwie kasety video, po dwa odcinki na każdej kasecie
- Kraj produkcji: Japonia i Korea Pd.
- Gatunek: akcja, komedia, fantasy
- Czas trwania: ok. 60 minut (każda dwuodcinkowa kaseta)
- Produkcja: Madhouse